# Palo Verde
Palo Verde é uma Região censo-designada localizada no estado americano da Califórnia, no Condado de Imperial.

## Demografia
Segundo o censo americano de 2000, a sua população era de 236 habitantes.

## Geografia
De acordo com o United States Census Bureau tem uma área de 1,5 km², sendo todos cobertos por terra.

## Localidades na vizinhança
O diagrama seguinte representa as localidades num raio de 56 km ao redor de Palo Verde.